# Gerald Posner

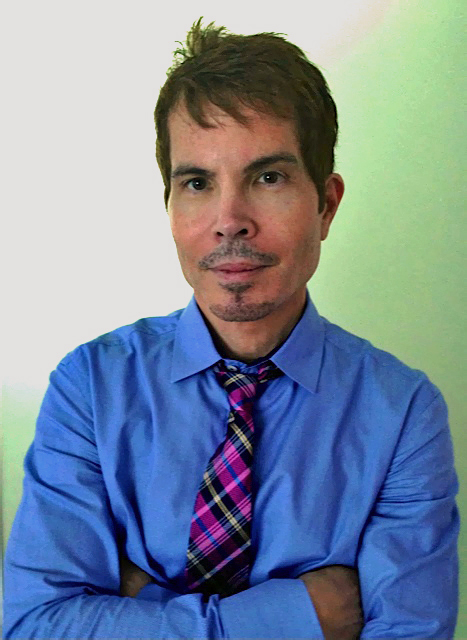
Gerald Posner (2013)

Gerald Posner (* 20. Mai 1954 in San Francisco) ist ein Journalist und Autor diverser Bücher, darunter Case Closed: Lee Harvey Oswald and the Assassination of JFK (1993). Der Bestseller-Autor war in mehrere Skandale aufgrund von Plagiaten und Zitatfälschungen oder -erfindungen verwickelt. 2010 verlor er deshalb seinen Posten bei dem Online-Magazin „Daily Beast“.

## Leben
Posner wurde in San Francisco als einziges Kind des Gewerkschaftsfunktionärs Jerry Posner und dessen Frau Gloria geboren. Er absolvierte das St. Ignatius College (1972), die University of California, Berkeley (1975) sowie die Hastings Law School (1978). Er wurde Anwalt in der Kanzlei Cravath, Swaine & Moore, bis er 1980 mit einem Partner eine eigene Rechtsanwaltskanzlei eröffnete. Als sein erstes Buch über den KZ-Arzt Josef Mengele erschien, gab er seine Anwaltstätigkeit auf. Er ist mit der Journalistin und Autorin Trisha Posner verheiratet.
Posner unterstützte Al Gore in der Wahl 2000. Nach dem Attentaten vom 11. September bekannte er in einem Leitartikel im Wall Street Journal aber, seine Meinung über George W. Bush geändert zu haben. Im Oktober 2006 kritisierte er Bush wieder, den er einen schlechten, von Sturheit geschlagenen Präsidenten nannte.
Posner ist Mitglied im Vorstand der Nationalen Autoren-Gewerkschaft, Mitglied in der Autoren-Gilde, im Internationalen PEN-Club, im Komitee für den Schutz der Journalisten und der akademischen Verbindung Phi Beta Kappa.
Posner schrieb investigative Artikel für renommierte Zeitungen und Zeitschriften (The New York Times, The New Yorker, Vanity Fair, The Miami Herald, The Daily Telegraph, Newsweek, Time) und tritt häufig in Fernsehsendungen auf. Bis 2010 war er Mitarbeiter des Online-Magazins Daily Beast.

## Veröffentlichungen

### Case Closed
In seinem 1993 erschienenen Buch Case Closed („Fall abgeschlossen“) vertritt Posner die These, dass Lee Harvey Oswald der alleinige Attentäter beim Mord an John F. Kennedy war und auch sein Mörder Jack Ruby als Einzeltäter handelte. Das Buch fand weite Verbreitung und wurde in der Presse großenteils positiv rezensiert. Der Historiker Stephen Ambrose nennt es ein „Vorbild für historische Recherche“, David Wise, ein Journalist, der sich auf Geheimdienst-Themen spezialisiert hat, sieht in ihm „das lang erwartete, dringend benötigte Gegengift gegen die Verschwörungstheoretiker“. Der englische Literaturwissenschaftler Peter Knight spricht von „einem machtvollen anklagenden Angriff auf die Berichte über eine Verschwörung“, der deutsche Historiker Christof Mauch spricht von der „empirisch exaktesten Studie zum Mordfall JFK“.
Das Buch stieß auch auf vehementen Widerspruch. Kritiker stellten eine „massive Anzahl von faktischen Fehlern“ fest. Mehrere dieser Fehler und Irrtümer hat Posner in einer 1994 erschienenen zweiten Auflage seines Buches getilgt. Posner wurde auch vorgeworfen, Zeugenaussagen erfunden zu haben. Als ihn in den späten 1990er Jahren das Assassination Records Review Board (ARRB) des amerikanischen Kongresses, das sich auch mit dem Kennedy-Attentat befasste, zu seinen Befunden befragte, bestritten angebliche Interview-Partner Posners, je mit ihm gesprochen und die ihnen zugeschriebenen Positionen vertreten zu haben. Trotz Zusagen händigte Posner die Notizen zu diesen Interviews nicht an das ARRB aus.
Ferner wurde kritisiert, dass er sich von der Failure Analysis Association (FAA), die wissenschaftliches Material für einen 1992 von der American Bar Association durchgeführten mock trial geliefert hatte, lediglich das Material für die Anklage erbeten hatte, nicht auch das für die Verteidigung. Posner erklärte dagegen, er habe das Verteidigungsmaterial eingesehen und für mangelhaft erachtet.
Vincent Bugliosi, dessen eigenes Buch Reclaiming History größtenteils mit Posners Schlussfolgerungen übereinstimmt, nimmt eine vermittelnde Stellung ein: Einerseits lobt er Posners Buch als „wertvollen Beitrag“, stellt aber auch „Auslassungen und Verzerrungen“ fest. Dennoch sei ihm „ein eindrucksvolles Werk“ gelungen.

### Why America Slept
In dem Buch Why America Slept, erschienen 2003, behandelt Posner die Verschwörung der arabischen Al-Qaida-Terroristen, die für die Attentate vom 11. September verantwortlich sind. Das Buch erreichte Platz zwei auf der Bestsellerliste der New York Times.

### Secrets of the Kingdom
In seinem 2005 erschienenen Buch „Secrets of the Kingdom. The Inside Story of the Secret Saudi-U.S. Connection“ berichtet Posner über die engen geschäftlichen und persönlichen Beziehungen zwischen der saudischen Königsfamilie und der US-Regierung, in denen auch Diskussionen über radiologische Waffen sowie finanzielle und politische Manöver bezüglich der Terroranschläge am 11. September 2001 eine Rolle spielen. Die Saudis bestritten dies (und untersagten ihm und seiner Frau – laut Posner – die Einreise nach Saudi-Arabien); auch die Washington Post äußerte Zweifel.

### Miami Babylon
Das 2009 erschienene Buch Miami Babylon untersucht die Geschichte von Miami Beach und konzentriert sich auf Korruption, die Luxuswelt und den Drogenhandel. Einige der Personen, die Posner für das Buch interviewt hatte, bezichtigten ihn der Verfälschung ihrer Aussagen.

## Plagiate, Zitaterfindungen und -verfälschungen
Posner war der leitende investigative Reporter des Online-Magazins Daily Beast. 2010 musste er seine Mitarbeit wegen eines Plagiat-Skandals beenden.
Auch bezüglich seines Buches Miami Babylon (Oktober 2009) wurden Plagiatsvorwürfe erhoben. Die Zeitung Miami New Times warf ihm vor, Zitate gefälscht zu haben, und brachte Belege für solche Verfälschungen. Posner zitierte für alle diese Beispiele Quellen, anhand derer sich jedoch feststellen ließ, dass die Zitate in Posners Version von ihm entweder gravierend verändert worden waren (z. B. hatte er Wörter hinzugefügt, die in dem Zitat nicht vorkamen), von der genannten Person gar nicht geäußert worden waren oder aus dem Zusammenhang gerissen wurden.
Posner gibt an, dass er den Anwalt Mark Lane damit beauftragt habe, ihn in einem Prozess gegen die Zeitung Miami New Times zu vertreten, der als einer der ersten begründete Zweifel an der Alleintäterthese im Mordfall Kennedy veröffentlicht hatte. Die Berichterstattung der Zeitung über diese Vorfälle habe den Geschäftsbeziehungen zu seinen Verlegern und seiner Psyche geschadet. Kurz darauf publizierte die Miami New Times Belege für weitere Plagiate von vielerlei Quellen sowohl in Secrets of the Kingdom und Why America Slept. Laut Posner waren die Medienberichte über seine journalistischen Verfehlungen in Wirklichkeit das Resultat einer „konzertierten Aktion“, um die Enthüllungen in seinem Buch Miami Babylon zu diskreditieren.

## Werke
- Mengele: The Complete Story (1986)
- Warlords of Crime: Chinese Secret Societies - The New Mafia. 1988.
- Bio-Assassins. (1989)
- Hitler's Children: Sons and Daughters of Leaders of the Third Reich Talk About Their Fathers and Themselves. 1991, ISBN 0-394-58299-3.
- Case Closed: Lee Harvey Oswald and the Assassination of JFK. Random House, New York 1993, ISBN 0-679-41825-3.
- Citizen Perot: His Life and Times. 1996.
- Killing the Dream: James Earl Ray and the Assassination of Martin Luther King, Jr. 1998, ISBN 0-375-50082-0
- Why America Slept: The Failure to Prevent 9/11. 2003, ISBN 0-375-50879-1.
- Motown: Music, Money, Sex, and Power (Music of the Great Lakes). Random House, 2003, ISBN 0-375-50062-6
- Secrets of the Kingdom: The Inside Story of the Saudi-U.S. Connection. 2005, ISBN 1-4000-6291-8
- Miami Babylon: Crime, Wealth and Power - A Dispatch From the Beach. 2009, ISBN 978-1-4165-7656-3
- God's Bankers: A History of Money and Power at the Vatican 2015, ISBN 978-1-4165-7657-0